# Owen Farrell
Owen Andrew O’Loughlin Farrell (* 24. September 1991 in Wigan, Greater Manchester) ist ein englischer Rugby-Union-Spieler. Er spielt auf der Position des Verbindungshalbs für den englischen Verein Saracens und die englische Nationalmannschaft. Zu seinen Erfolgen gehören sechs Meistertitel und drei Europapokalsiege mit den Saracens sowie drei Turniersiege beim Six Nations mit England (davon eines mit Grand Slam). Sein Vater Andy Farrell ist der gegenwärtige Cheftrainer der irischen Nationalmannschaft.

## Biografie

### Vereinskarriere
Farrell entstammt einer Familie, die sehr eng mit dem Rugbysport verbunden ist. Sein Vater Andy Farrell war englischer Nationalspieler sowohl im Rugby League als auch im Rugby Union. Ebenfalls Rugby League spielten seine Cousins Liam Farrell und Connor Farrell, sein Onkel Sean O’Loughlin und sein Großvater Keiron O’Loughlin. Als Achtjähriger begann Owen Farrell beim Verein Wigan St. Patricks ebenfalls Rugby League zu spielen. 2005 zog die Familie nach Harpenden in der Grafschaft Hertfordshire um, nachdem Vater Andy bei den Saracens unterschrieben hatte. Nach einigem Zögern wechselte auch Owen zu der in Südengland weitaus beliebteren Variante Rugby Union. Er absolvierte die St George’s School in Harpenden, später studierte er Wirtschaftswissenschaften an der University of Hertfordshire.
Farrell gab am 5. Oktober 2008 im Alter von 17 Jahren und elf Tagen sein Profidebüt für die Saracens im Anglo-Welsh Cup gegen die Scarlets. Er war damit der jüngste englische Profispieler in der Geschichte von Rugby Union. Während der Saison 2010/11 spielte Farrell zunächst auf Leihbasis bei den Bedford Blues in der zweithöchsten Liga RFU Championship, kehrte aber bald zu den Saracens zurück und nahm am Meisterschaftsfinale der Premiership teil, in dem er seinem Team mit fünf Straftritten und einer Erhöhung zum 22:18-Sieg über die Leicester Tigers verhalf. In der Saison 2013/14 zeigte Farrell erneut herausragende Leistungen, musste aber in zwei Finalspielen innerhalb einer Woche jeweils eine Niederlage hinnehmen: Im Finale des Heineken Cup unterlagen die Saracens dem RC Toulon mit 6:23, im Finale der Premiership den Northampton Saints mit 20:24 nach Verlängerung.
Am Ende der Saison 2014/15 stand Farrell mit den Saracens erneut im Meisterschaftsfinale, das mit einem 26:18-Sieg gegen Bath Rugby endete. Zu diesem Erfolg trug er mit einem Versuch, zwei Erhöhungen und drei Straftritten bei, weshalb er die Auszeichnung als „Man of the Match“ erhielt. Besonders erfolgreich verlief die Saison 2015/16, als den Saracens das „Double“ gelang und innerhalb zweier Wochen zweimal ein Endspiel für sich entschieden. Im Finale des European Rugby Champions Cup 2015/16 gegen Racing 92 erzielte Farrell sämtliche Punkte seines Teams zum 21:9-Sieg. Anschließend setzten sich die Saracens im Meisterschaftsfinale mit 28:20 gegen die Exeter Chiefs durch, nicht zuletzt dank zweier Erhöhungen und dreier Straftritte Farralls. In der darauffolgenden Saison 2016/17 überholte Farrell Glen Jackson als besten Punktesammler der Saracens. Zwar scheiterte die Mannschaft im Halbfinale an den Exeter Chiefs, doch konnte ihren Europokal erfolgreich verteidigen. Farrell steuerte zwei Erhöhungen und drei Straftritte zum 28:17-Finalsieg gegen die ASM Clermont Auvergne bei, ebenso wurde er zu Europas Spieler des Jahres gekürt.

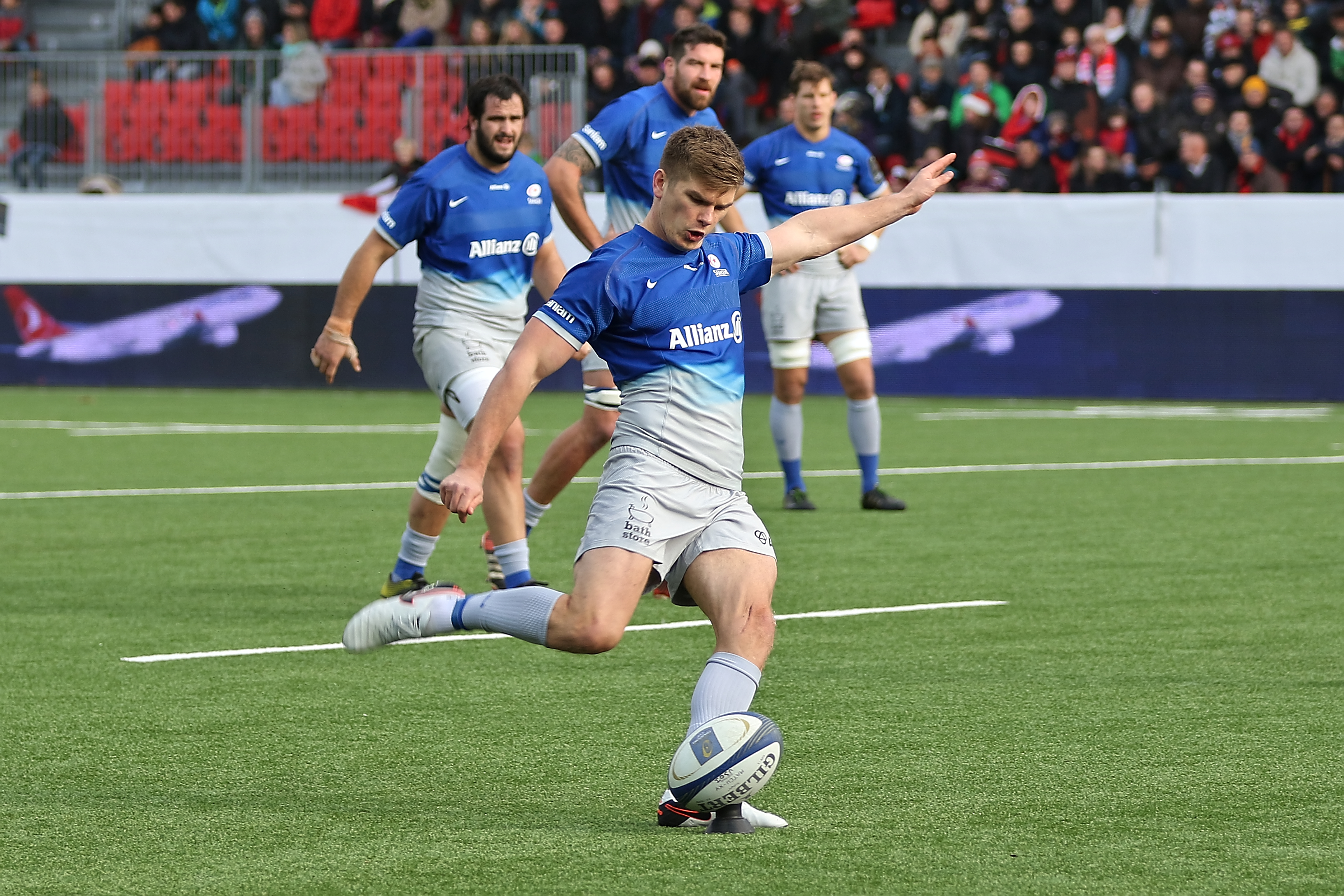
Farrell beim Ausführen eines Straftritts (2015)

Die Erfolgsserie hielt in der Saison 2017/18 weiter an. Farell war Topskorer der englischen Meisterschaft und stand mit dem Saracens im Finale, das mit einem 27:10-Sieg gegen die Exeter Chiefs endete. In der Saison 2018/19 gelang den Saracens innerhalb von drei Wochen das zweite „Double“, wobei Farrell in beiden Finalspielen sämtliche Erhöhungen und Straftritte für seine Mannschaft erzielte. Im European Rugby Champions Cup konnte Leinster Rugby mit 20:10 bezwungen werden, im Meisterschaftsfinale setzten sie sich mit 37:34 gegen die Exeter Chiefs durch. Zwar waren die Saracens während der Saison 2019/20 erneut eine der besten Mannschaften, doch wegen Verstößen gegen die Bestimmungen des Salary Caps wurden sie in die RFU Championship zwangsrelegiert. Um die Zahlungsfähigkeit des Vereins zu erhalten, stimmte Farrell im April 2020 einer um 18 Monate verzögerten Auszahlung von 300.000 Pfund seines Jahresgehalts zu. Nachdem er im April zum Mannschaftskapitän ernannt worden war, gelang zwei Monate später der sofortige Wiederaufstieg mit zwei deutlichen Siegen über die Ealing Trailfinders im zweiteiligen Finale.
Aufgrund einer Knöchelverletzung verpasste Farrell einen großen Teil der Saison 2021/22, stand aber im Meisterschaftsfinale im Einsatz, das mit 12:15 gegen Leicester Tigers verloren ging. In der Saison 2022/23 fand er zu seiner gewohnten Form zurück und führte die Sarances erneut zum Meistertitel, wobei er beim 35:25-Finalsieg gegen die Sale Sharks zwei Erhöhungen und drei Straftritte beisteuerte.

### Nationalmannschaft
2011 gehörte Farrell der englischen U20-Auswahl an und nahm mit ihr an der Juniorenweltmeisterschaft teil, wo die Engländer im Finale den Neuseeländern mit 22:33 unterlagen. Sein erstes Test Match für die englische Nationalmannschaft bestritt er am 4. Februar 2012 in Edinburgh beim 13:6-Auswärtssieg gegen Schottland, als er eine Erhöhung und zwei Straftritte verwertete. Zunächst als Innendreiviertel eingesetzt, spielte er drei Wochen später gegen Wales erstmals als Verbindungshalb, als er den verletzten Charlie Hodgson ersetzte. Am Ende des Six Nations 2012, das die Engländer auf Platz zwei abschlossen, war er mit 63 Punkten der zweitbeste Skorer hinter dem Waliser Leigh Halfpenny. Im Laufe des Jahres etablierte sich Farrell allmählich als Stammspieler, insbesondere während den End-of-year Internationals 2012, als er 14 Punkte zum 38:21-Sieg gegen Neuseeland beisteuerte. Er bestritt vier von fünf Partien beim Six Nations 2013, das die Engländer auf Platz drei abschlossen; mit 45 erzielten Punkten war er hinter Halfpenny und dem Schotten Greig Laidlaw der drittbeste Skorer des Turniers. Er war einer von vier Nominierten als Weltrugbyspieler des Jahres, die Auszeichnung ging jedoch an Daniel Carter.
Warren Gatland berief Farrell im April 2013 in den Kader für die Australien-Tour der British and Irish Lions. Zum Auftakt der Tour in Hongkong verwertete er beim 59:8-Sieg der Lions gegen die Barbarians je drei Straftritte und Erhöhungen. Es folgten weitere Einsätze gegen die Western Force, die Queensland Reds, die New South Wales Waratahs, die Brumbies und die Melbourne Rebels (überwiegend als Einwechselspieler). Nachdem er die beiden ersten Test Matches gegen die Wallabies auf der Ersatzbank verbracht hatte, wurde er im entscheidenden dritten Test Match für Jonathan Sexton eingewechselt. Im Rahmen der End-of-year Internationals 2013 erzielte er 2. November 2013 seinen ersten Versuch für England und trug damit entscheidend zum 20:13-Sieg gegen Australien bei. Beim Six Nations 2014, als England den zweiten Platz belegte, punktete Farrell in allen fünf Partien und platzierte sich in der Rangliste der Topskorer ebenfalls als Zweiter, mit zwei Punkten Rückstand auf Sexton. Aufgrund einer Knieverletzung verpasste Farrell das Six Nations 2015. Er war rechtzeitig zur Weltmeisterschaft 2015 genesen und bestritt die Vorrundenpartien gegen Fidschi, Wales, Australien und Uruguay. Allerdings verpasste England erstmals überhaupt das Viertelfinale.
Bedeutend besser verlief das Six Nations 2016, das die Engländer mit einem Grand Slam (dem ersten seit 2003) für sich entscheiden konnten. Farrell spielte in allen fünf Partien und erzielte dabei 69 Punkte, womit er Topskorer dieses Turniers war und auch ins All-Star-Team gewählt wurde. Während den Mid-year Internationals 2016 spielte er eine herausragende Rolle bei den drei Auswärtssiegen Englands gegen Australien. Diese Leistungen brachten ihm eine weitere Nominierung als Weltrugbyspieler des Jahres ein, der Preis ging letztlich an Beauden Barrett. Beim Six Nations 2017 war Farrell erneut maßgeblich für den Turniersieg der Engländer mitverantwortlich; in fünf Spielen erzielte er 63 Punkte und war hinter Camille Lopez der zweitbeste Skorer des Turniers. Während der Neuseeland-Tour der Lions gehörte Farrell zu den wichtigsten Spielern des Turniers. Er trat zu drei Exhibitions gegen die Provincial Barbarians, die Crusaders und die Highlanders an. Ebenso spielte er in allen drei Test Matches gegen die All Blacks und war mit dafür besorgt, dass die Serie ausgeglichen endete. Zum dritten Mal wurde er als Weltrugbyspieler des Jahres nominiert, doch wie schon im Vorjahr musste er Beauden Barrett den Vortritt lassen.
Beim Six Nations 2018 ersetzte Farrell den verletzten Dylan Hartley als Kapitän der Nationalmannschaft; er spielte in allen fünf Partien über die volle Dauer, doch mit drei Niederlagen und dem fünften Schlussrang verlief das Turnier insgesamt enttäuschend. Nach Hartleys Rückkehr etablierte er sich zunächst als Co-Kapitän und übernahm dann beim Six Nations 2019 die volle Verantwortung. Mit insgesamt 59 Punkten war er der Topskorer des Turniers, das England auf Platz zwei beendete. Bei der Weltmeisterschaft 2019 führte Farrell die Engländer zunächst zum Gruppensieg (mit Siegen gegen Tonga, die Vereinigten Staaten und Argentinische Rugby-Union-Nationalmannschaft). Anschließend war er wesentlich an den Siegen über Australien und Neuseeland im Viertel- und Halbfinale beteiligt. Das WM-Finale gegen Südafrika ging jedoch trotz der Favoritenrolle mit 12:32 verloren. Farrell behielt das Amt des Kapitäns und führte England bei dem durch die COVID-19-Pandemie beeinträchtigten Six Nations 2020 zum Turniersieg, wobei er in allen fünf Partien zum Einsatz kam und nur in der ersten Runde gegen Frankreich eine Niederlage hinnehmen musste; die Entscheidung fiel letztlich aufgrund der besseren Punktedifferenz. Er führte England auch zum Gewinn des Autumn Nations Cup und war Topskorer dieses Turniers. Dabei überschritt er die Marke von 1000 Punkten in Test Matches.
Farrell erwischte einen schlechten Start in die Titelverteidigung beim Six Nations 2021, als England im Eröffnungsspiel die erste Heimniederlage gegen Schottland seit 38 Jahren hinnehmen musste. Auch der restliche Verlauf des Turniers war wenig zufriedenstellend und das Team landete auf dem fünften Platz. Aufgrund einer Knöchelverletzung, die einen operativen Eingriff erforderte verpasste Farrell das gesamte Six Nations 2022. Am 19. November 2022 bestritt er sein 100. Test Match für England, das mit einem 25:25-Unentschieden gegen Neuseeland endete. Beim Six Nations 2023, das England auf Platz vier beendete, war er erneut Kapitän, obwohl er wegen einer roten Karte eine dreiwöchige Sperre erhalten hatte. Eine weitere rote Karte erhielt er Mitte August in einem WM-Vorbereitungsspiel gegen Wales, wodurch er eigentlich bis zum Viertelfinale der Weltmeisterschaft 2023 gesperrt gewesen wäre. Doch World Rugby revidierte das Urteil, sodass er nur die beiden ersten Gruppenspiele verpasste. Mit dem englischen Nationalteam erzielte Farrell den dritten Platz, und obwohl er nur fünf Spiele bestritten hatte, war er mit 75 Punkten der Topskorer der Veranstaltung.
Ende 2023 verkündete Farrell, dass er eine Pause vom internationalen Rugby einlegen würde. Der Grund dafür sei vor allem der Schutz seiner mentalen Gesundheit und der seiner Familie. Kurz darauf wurde bekannt, dass er zu Beginn der Saison 2024/25 zum französischen Club Racing 92 wechseln würde.

## Erfolge
Saracens:
- Meistertitel English Premiership: 2011, 2015, 2016, 2018, 2019, 2023
- Meistertitel RFU Championship und Aufstieg: 2021
- Sieger European Rugby Champions Cup: 2016, 2017, 2019

England:
- Turniersieger Six Nations: 2016, 2017, 2020
- Grand Slam: 2016
- Triple Crown: 2014, 2016, 2020
- Sieger Autumn Nations Cup: 2020
- 2. Platz Weltmeisterschaft 2019
- 3. Platz Weltmeisterschaft 2023

Persönlich:
- Topscorer der Weltmeisterschaft 2023
- Europas Spieler des Jahres: 2017
- Nominierung Weltrugbyspieler des Jahres: 2012, 2016